# 马樟花

马樟花（1921年—1942年2月19日），原名马樟华，生于中国浙江省嵊县马家村，越剧女演员，擅长小生。1938年，参加电台越剧演唱，为越剧历史上首次。代表作有《梁祝哀史》、《珍珠塔》、《玉蜻蜓》、《红鬃烈马》《恒娘》等。陆锦花在艺术上受其影响。1942年2月，马樟花忧愤而亡。